# Agroma
Agroma – polskie przedsiębiorstwo handlu sprzętem rolniczym.

## Historia
Historia Przedsiębiorstwa Handlu Sprzętem Rolniczym Agroma sięga czasów dekretu prezydenta Krajowej Rady Narodowej Bolesława Bieruta z 30 marca 1945 roku i powołania Państwowego Przedsiębiorstwa Traktorów i Maszyn Rolniczych, które miało zająć się zarządzaniem warsztatami naprawczymi, traktorami i maszynami rolniczymi znajdującymi się we władaniu państwa w powojennej Polsce. W ramach tego przedsiębiorstwa działały składnice zajmujące się rozbiórką lub naprawami powojennego sprzętu rolniczego. W roku 1947 przekształcono je w zakłady Technicznej Obsługi Rolnictwa, a następnie w 1950 r. powołano wielodziałowy Centralny Zarząd Technicznej Obsługi Rolnictwa, któremu podlegało 12 przedsiębiorstw państwowych. Zadaniem wymienionych przedsiębiorstw i ich filii było magazynowanie wyrobów przemysłu pracującego na rzecz rolnictwa oraz prowadzenie ich sprzedaży. Z tego powodu rok 1950 uznawany jest za datę powstania przedsiębiorstw, które później przyjęły nazwę Agroma.
W 1952 roku powstała w Łodzi Składnica Rozdzielcza Maszyn Importowanych. Zajmowała się zaopatrzeniem rolnictwa w części zamienne oraz materiały i surowce do produkcji rolnej.
W roku 1953 Zarząd Centrali Zaopatrzenia Rolnictwa został przeniesiony z Łodzi do Warszawy. Roku później wyżej wymienione samodzielne przedsiębiorstwa, a także Departament Zaopatrzenia Rolnictwa zlikwidowany w Ministerstwie Rolnictwa utworzyły zjednoczenie o nazwie Centralny Zarząd Zaopatrzenia Rolnictwa.
Po zmianie w latach 1956–1957 polityki państwa wobec rolnictwa nastąpiły zmiany w organizacji zaopatrzenia w środki produkcji. Zniesione zostało sztywne rozdzielnictwo i od tej chwili klientami przedsiębiorstwa stali się również rolnicy indywidualni, co wymusiło potrzebę zorganizowania sieci sklepów detalicznych, których w ciągu pierwszego roku powstało ponad 20. Zmiana polityki rolnej spowodowała również podział Centralnego Zarządu Zaopatrzenia Rolnictwa na: Departament Zaopatrzenia w Ministerstwie Rolnictwa i Zarząd Zaopatrzenia Rolnictwa, jako jednostkę nadrzędną wobec Przedsiębiorstwa Zaopatrzenia Rolnictwa.
W 1958 roku Zarząd i podległe przedsiębiorstwa zostały włączone do Zjednoczenia Przemysłu Maszyn Rolniczych w Ministerstwie Przemysłu Ciężkiego. Zlikwidowano również Główną Bazę Maszyn Rolniczych, której rolę przejęło Łódzkie Przedsiębiorstwo Zaopatrzenia Rolnictwa. Fabryki produkujące sprzęt rolniczy przejęły funkcje zbytu produkowanego przez siebie sprzętu, czemu służyły giełdy w Poznaniu, na których zawierano liczne umowy.
Na podstawie uchwały Komitetu Rolniczego Rady Ministrów utworzono z dniem 1 stycznia 1960 roku Centralę Handlową Sprzętu Rolniczego i podporządkowano jej przedsiębiorstwa, które po zmianach w 1958 roku nosiły już nazwę Przedsiębiorstwa Handlu Sprzętem Rolniczym. Przekazały one sieć sprzedaży detalicznej CRS „Samopomoc Chłopska” i zajęły się wyłącznie działalnością na szczeblach zbytu i hurtu.
W kolejnych latach zmiany dotyczyły już wewnętrznej organizacji. Powołano do funkcjonowania serwis techniczno-handlowy, organizowano pokazy nowych maszyn i rozwijano akcję informacyjno-reklamową. Służył też temu m.in. wydawany cyklicznie „Informator Agroma” z wykazem, charakterystyką i opisem działania sprzętu.
Zwiększono z 2 do 6 liczbę baz zbytu, m.in. powstała baza w Kielcach dla wyrobów gumowych, w Gorzowie dla importu z Niemiec, w Białymstoku dla importu z ZSRR i w Krakowie dla części silnikowych.
Struktura w której Centrala sprawuje funkcję Zjednoczenia funkcjonowała do 1982 roku. Wówczas na mocy ustawy z 1981 o przedsiębiorstwach państwowych Zjednoczenie ulega likwidacji a przedsiębiorstwa „Agroma” stały się jednostkami samodzielnymi, przekształcając się w 1993 roku spółki z ograniczoną odpowiedzialnością.
W roku 2002 Agroma zyskała inwestora, który wprowadzając gruntowne zmiany w systemie zarządzania kontynuuje hurtową i detaliczną sprzedaż urządzeń do pielęgnacji trawników, urządzeń leśnych oraz pozostałego sprzętu ogrodniczego. Agroma jest obecnie jedną z najstarszych rozpoznawalnych polskich marek.

## Marka Agroma
W 1964 roku (lub 1966) Centrala Handlowa Sprzętu Rolniczego i podległe jej przedsiębiorstwo przyjęły nazwę „Agroma” i określiły znak firmowy istniejący do dziś. Twórcą znaku był ówczesny dyrektor naczelny Centrali mgr inż. Zygmunt Miller. Nazwa Przedsiębiorstwo Handlu Sprzętem Rolniczym Agroma z niewielkimi zmianami w przedsiębiorstwach, które uległy przekształceniu funkcjonują do dzisiaj i są bardzo dobrze rozpoznawalne przez klientów i kontrahentów. Stają się też symbolem sprawnej organizacji pracującej na rzecz rolnictwa.
W 2007 roku nazwa i znak przedsiębiorstwa uzyskały zastrzeżenie w Urzędzie Patentowym i są marką prawnie chronioną.